# Tomang
Tomang is een kelurahan in het onderdistrict Grogol Petamburan, Jakarta Barat in het westen in de provincie Jakarta, Indonesië. Tomang telt 34.194 inwoners (volkstelling 2010).